# 辛島町停留場
辛島町停留場（日语：／ Karashimacho teiryūjō */?），又稱辛島町電車站，是位於熊本縣熊本市中央區新市街7番1號地先，屬於熊本市交通局（熊本市電）幹線和上熊本線的電車站。車站編號為8。A系統和B系統皆在此站停靠，並且可互相轉乘。

## 歷史
- 1924年（大正13年）8月1日 - 東辛島町停留場車站啟用。
- 1929年（昭和4年）6月20日 - 電車站遷移（乘車處分為2處）
- 1936年（昭和11年）8月28日 - 電車站改名為辛島町停留場。
- 1970年（昭和45年）5月1日 - 春竹線（日语：熊本市電春竹線）（辛島町 - 南熊本站前）廢止，6號線（交通局前 - 辛島町 - 南熊本站前）與同時春竹線電車站廢止。
- 1988年（昭和63年）12月 - 辛島交差點迴旋路撤走。

## 電車站構造
本站設有2面2線的相對式低地台月台。月台與路邊行人路之間設有行人過路處。此站可讓輪椅人士上落。在靠近花畑町一方，三菱日聯銀行熊本分店前和辛島公園南邊均設有折返設備。

### 運行系統
此站是幹線和上熊本線電車站之一。■A系統和■B系統會駛入此站。
| 月台                   | 路線           | 上下行       | 方向                                                       |
| ---------------------- | -------------- | ------------ | ---------------------------------------------------------- |
| 東邊（新市街入口一方） | ■A系統         | 上行（前方） | 河原町、熊本站前、田崎橋方向                               |
| 東邊（新市街入口一方） | ■B系統         | 上行（後方） | 新町、段山町、本妙寺入口、上熊本方向                       |
| 西邊（辛島公園一方）   | ■A系統、■B系統 | 下行         | 通町筋、新水前寺站前、水前寺公園、動植物園入口、健軍町方向 |

### 過去
在現時位置至迴旋路分支處設有前往南熊本方向的2面2線乘車處（即是熊本巴士新市街巴士總站，現時熊本第一生命大廈處），該處主要讓春竹線（通町筋方向列車外）和川尻線電車使用。

### 轉乘
辛島町停留場是A系統和B系統的轉乘站。轉乘時間為20分鐘。
- 如使用現金乘車，需要向乘務員領取轉乘卷。轉乘卷上設有發行時間。
- 如使用IC卡，只需很平時一樣上下車，當中上下車時均需拍卡。在轉乘另一路線電車後，下車時的費用便會為0日圓[2]。

## 使用狀況
在2015年度的乘車人次為2,556人，在熊本市交通局最多人乘車的電車站中排名第5。以下為1日平均上下車人次列表。
| 年度   | 1日平均 乘車人次 | 1日平均 上下車人次 |
| ------ | ---------------- | ------------------ |
| 2011年 | 2,332            | 5,084              |
| 2012年 | 2,136            | 4,527              |
| 2013年 | 2,332            | 4,653              |
| 2014年 | 2,618            | 5,275              |
| 2015年 | 2,556            | 5,396              |

## 電車站周邊

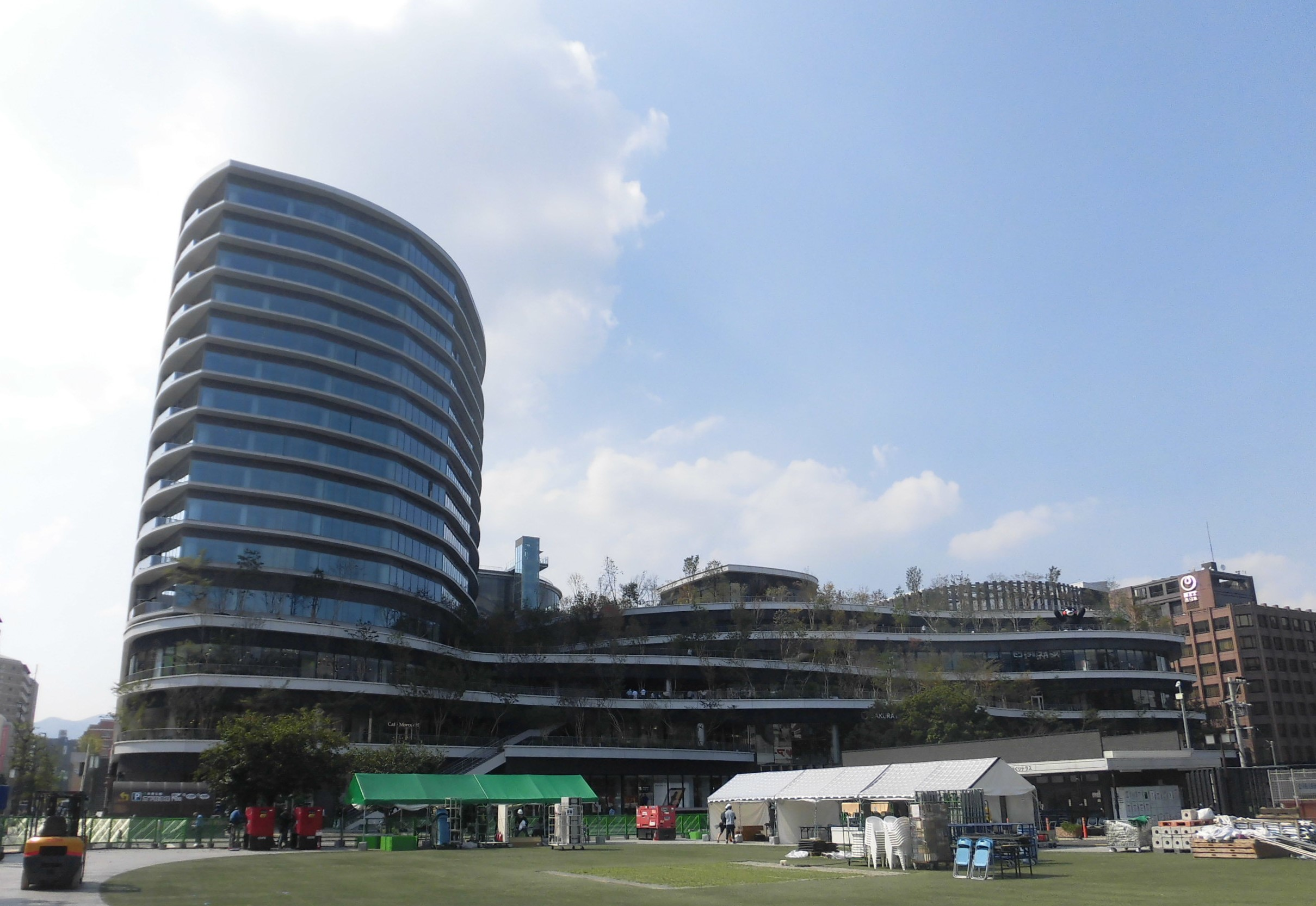
SAKURA MACHI Kumamoto

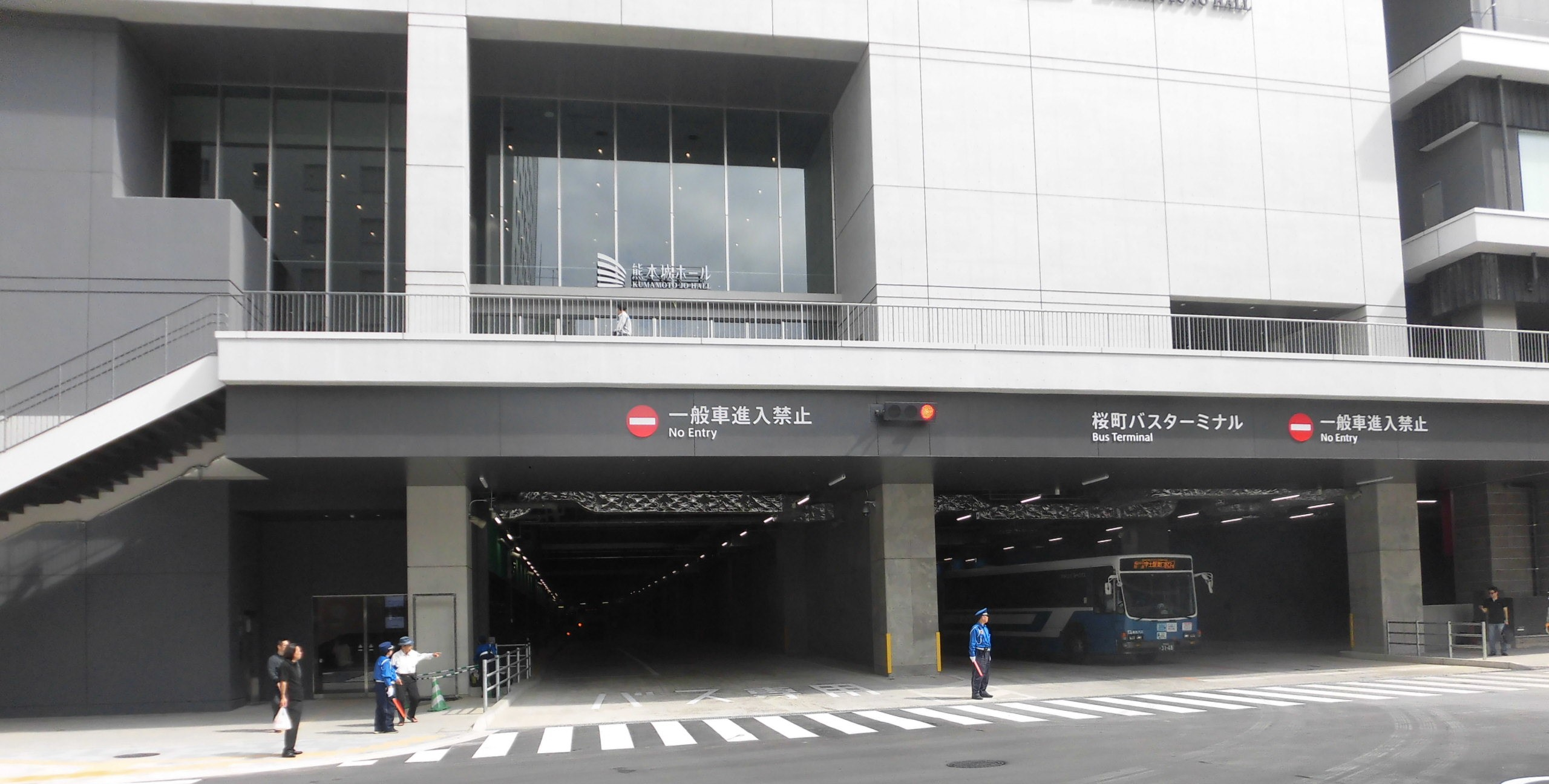
熊本櫻町巴士總站

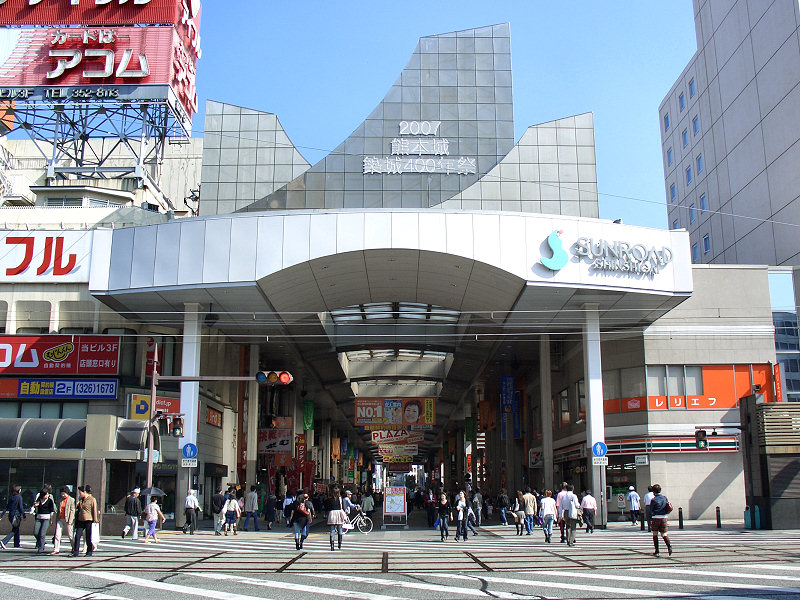
Sun Road新市街

本站與通町筋停留場均位於熊本市的購物區內。電車站鄰近熊本櫻町巴士總站。電車站東邊有一條Sun Road新市街拱廊，為熊本縣最繁榮的購物街，另外也有下通商店街和時尚街。
- 辛島公園
- (暫名)花畑廣場（舊熊本市產業文化會館（日语：熊本市産業文化会館）遺址）
- SAKURA MACHI Kumamoto（日语：SAKURA MACHI Kumamoto）
  - 熊本櫻町巴士總站（日语：熊本桜町バスターミナル）
- 熊本東急Inn（日语：東急イン）
- 熊本新市街郵局
- 肥後銀行總店
- 熊本縣信用組合（日语：熊本県信用組合）總店
- 唐吉訶德熊本中央店
- 日本銀行熊本分店
- 三菱日聯銀行熊本分店
- 岡三証券熊本分店
- Denkikan（日语：Denkikan）（電影院）
- 熊本城市FM（日语：熊本シティエフエム）
- THE PLACE花畑（九州產業交通控股公司（日语：九州産業交通ホールディングス）總社在該大廈內）
- 西岸寺（日语：西岸寺 (熊本市)）

## 巴士路線
- 若前往南熊本方向
  - ●熊本バス熊本巴士（日语：熊本バス熊本巴士）「新市街」巴士站 - 南11 - 12、南14 - 15、南18 - 21、南23系統
  - ○熊本都市巴士（日语：熊本都市バス）「辛島町」巴士站 - 南5、南6系統
上述巴士站位於同一位置。
- 關於其他路線參見熊本櫻町巴士總站（日语：熊本桜町バスターミナル）。

## 相鄰電車站
熊本市交通局
■A系統（幹線）
慶德校前（7）－辛島町（8）－花畑町（9）
■B系統（上熊本線、幹線）
西辛島町電停（B9）－辛島町（8）－（幹線）花畑町（9）

### 曾經存在的路線
熊本市交通局
春竹線
辛島町－代繼橋

## 注腳
1. ↑  営業・乗車案内 乗車方法 （页面存档备份，存于）（日語） / 熊本市交通局 （页面存档备份，存于）（日語）
2. ↑  でんでんnimocaご利用ガイド（全ページ一括版） （页面存档备份，存于）（日語） - 熊本市交通局 （页面存档备份，存于）（日語）
3. ↑   (PDF).   [2017-08-25]. （原始内容 (PDF)存档于2017-08-25） （日语）.
4. ↑  国土数値情報(駅別乗降客数データ)  （页面存档备份，存于）（日語） - 國土交通省，2018年3月22日參閲

## 外部連結
- 熊本市交通局 （页面存档备份，存于）（日語）